# مایلت، اندر
مایلت، اندر (به فرانسوی: Maillet) یک کمون در فرانسه است که در اندر واقع شده‌است. مایلت ۲۵٫۰۲ کیلومتر مربع مساحت و ۲۶۱ نفر جمعیت دارد و ۲۲۴ متر بالاتر از سطح دریا واقع شده‌است.